# Lista de prêmios e indicações recebidos por Tom Hanks
Ao longo de sua extensa e aclamada carreira artística, o ator, produtor e diretor estadunidense Tom Hanks têm sido galardoado com diversos prêmios e honrarias, incluindo dois Prêmios da Academia por Philadelphia (1993) e Forrest Gump (1994). 

## Prêmios e indicações
| Ano                    | Categoria                                        | Indicado/Obra                                           | Resultado | Ref.   |
| ---------------------- | ------------------------------------------------ | ------------------------------------------------------- | --------- | ------ |
| BAFTA                  |                                                  |                                                         |           |        |
| 1994                   | Melhor Ator Principal                            | Forrest Gump                                            | Indicado  | [ 1 ]  |
| 1998                   | Melhor Ator Principal                            | Saving Private Ryan                                     | Indicado  | [ 1 ]  |
| 2000                   | Melhor Ator Principal                            | Cast Away                                               | Indicado  | [ 1 ]  |
| 2013                   | Melhor Ator Principal                            | Captain Phillips                                        | Indicado  | [ 1 ]  |
| Critic's Choice Awards |                                                  |                                                         |           |        |
| 2013                   | Melhor Ator                                      | Captain Phillips                                        | Indicado  | [ 2 ]  |
| 2016                   | Melhor Ator                                      | Sully                                                   | Indicado  | [ 3 ]  |
| David di Donatello     |                                                  |                                                         |           |        |
| 1994                   | Melhor Ator Estrangeiro                          | Forrest Gump                                            | Indicado  |        |
| Emmy do Primetime      |                                                  |                                                         |           |        |
| 1998                   | Melhor Minissérie                                | From the Earth to the Moon                              | Venceu    | [ 4 ]  |
| 1998                   | Melhor Direção em Série de Drama                 | From the Earth to the Moon                              | Indicado  | [ 4 ]  |
| 2002                   | Melhor Minissérie                                | Band of Brothers                                        | Venceu    | [ 4 ]  |
| 2002                   | Melhor Direção em Série de Drama                 | Band of Brothers                                        | Venceu    | [ 4 ]  |
| 2002                   | Melhor Roteiro em Série de Drama                 | Band of Brothers                                        | Indicado  | [ 4 ]  |
| 2008                   | Melhor Minissérie                                | John Adams                                              | Venceu    | [ 4 ]  |
| 2009                   | Melhor Minissérie de Drama                       | Big Love                                                | Indicado  | [ 4 ]  |
| 2010                   | Melhor Especial de Variedades, Música ou Comédia | The 25th Anniversary Rock And Roll Hall Of Fame Concert | Indicado  | [ 4 ]  |
| 2010                   | Melhor Minissérie                                | The Pacific                                             | Venceu    | [ 4 ]  |
| 2012                   | Melhor Minissérie ou Filme                       | Game Change                                             | Venceu    | [ 4 ]  |
| 2015                   | Melhor Minissérie                                | Olive Kitteridge                                        | Venceu    | [ 4 ]  |
| Globo de Ouro          |                                                  |                                                         |           |        |
| 1989                   | Melhor Ator - Comédia ou Musical                 | Big                                                     | Venceu    | [ 5 ]  |
| 1994                   | Melhor Ator - Comédia ou Musical                 | Sleepless in Seattle                                    | Indicado  | [ 6 ]  |
| 1994                   | Melhor Ator - Filme de Drama                     | Philadelphia                                            | Venceu    | [ 6 ]  |
| 1995                   | Melhor Ator - Filme de Drama                     | Forrest Gump                                            | Venceu    | [ 7 ]  |
| 1999                   | Melhor Ator - Filme de Drama                     | Saving Private Ryan                                     | Indicado  | [ 8 ]  |
| 2001                   | Melhor Ator - Filme de Drama                     | Cast Away                                               | Venceu    | [ 9 ]  |
| 2008                   | Melhor Ator - Comédia ou Musical                 | Charlie Wilson's War                                    | Indicado  | [ 10 ] |
| 2014                   | Melhor Ator - Filme de Drama                     | Captain Phillips                                        | Indicado  | [ 11 ] |
| Kids' Choice Awards    |                                                  |                                                         |           |        |
| 1995                   | Ator Favorito em Cinema                          | Apollo 13                                               | Indicado  |        |
| 2000                   | Ator Favorito em Filme de Animação               | Toy Story 2                                             | Indicado  |        |
| 2011                   | Ator Favorito em Filme de Animação               | Toy Story 3                                             | Indicado  |        |
| MTV Movie Awards       |                                                  |                                                         |           |        |
| 1994                   | Melhor Dupla                                     | Sleepless in Seattle (com Meg Ryan)                     | Indicado  |        |
| 1994                   | Melhor Performance                               | Philadelphia                                            | Venceu    |        |
| 1994                   | Melhor Dupla                                     | Philadelphia (com Denzel Washington)                    | Indicado  |        |
| 1995                   | Melhor Performance Masculina                     | Forrest Gump                                            | Indicado  |        |
| 1996                   | Melhor Performance Masculina                     | Apollo 13                                               | Indicado  |        |
| 1997                   | Melhor Dupla                                     | Toy Story (com Tim Allen)                               | Indicado  |        |
| 1998                   | Melhor Sequência de Ação                         | Saving Private Ryan                                     | Indicado  |        |
| 1998                   | Melhor Performance Masculina                     | Saving Private Ryan                                     | Indicado  |        |
| 2001                   | Melhor Dupla                                     | Toy Story 2 (com Tim Allen)                             | Indicado  |        |
| 2001                   | Melhor Beijo (com Helen Hunt)                    | Cast Away                                               | Indicado  |        |
| 2001                   | Melhor Performance Masculina                     | Cast Away                                               | Indicado  |        |
| 2001                   | Melhor Dupla                                     | Cast Away (com Wilson, a Bola)                          | Indicado  |        |
| People's Choice Awards |                                                  |                                                         |           |        |
| 1994                   | Ator Favorito em Filme de Drama                  | Forrest Gump                                            | Venceu    |        |
| 1995                   | Ator Favorito em Filme de Drama                  | Apollo 13                                               | Venceu    |        |
| 1995                   | Ator Favorito em Cinema                          | Apollo 13                                               | Venceu    |        |
| 1997                   | Ator Favorito em Cinema                          | Tom Hanks                                               | Indicado  |        |
| 1999                   | Ator Favorito em Cinema                          | Tom Hanks                                               | Venceu    |        |
| 2001                   | Ator Favorito em Cinema                          | Tom Hanks                                               | Venceu    |        |
| 2001                   | Estrela Favorita em Filme de Drama               | Cast Away                                               | Venceu    |        |
| 2003                   | Ator Favorito em Cinema                          | Tom Hanks                                               | Venceu    |        |
| 2004                   | Ator Favorito em Cinema                          | Tom Hanks                                               | Indicado  |        |
| 2006                   | Ator Favorito em Cinema                          | Tom Hanks                                               | Indicado  |        |
| 2012                   | Ator Favorito em Cinema                          | Tom Hanks                                               | Indicado  |        |
| 2017                   | Ator Favorito em Filme de Drama                  | Sully                                                   | Venceu    |        |
| 2017                   | Ator Favorito em Cinema                          | Sully                                                   | Indicado  |        |
| 2017                   | Ícone Favorito                                   | Tom Hanks                                               | Indicado  |        |
| Óscar                  |                                                  |                                                         |           |        |
| 1988                   | Melhor Ator Principal                            | Big                                                     | Indicado  |        |
| 1993                   | Melhor Ator Principal                            | Philadelphia                                            | Venceu    | [ 12 ] |
| 1994                   | Melhor Ator Principal                            | Forrest Gump                                            | Venceu    | [ 13 ] |
| 1998                   | Melhor Ator Principal                            | Saving Private Ryan                                     | Indicado  | [ 14 ] |
| 2000                   | Melhor Ator Principal                            | Cast Away                                               | Indicado  | [ 15 ] |
| Prêmios SAG            |                                                  |                                                         |           |        |
| 1994                   | Melhor Ator Principal em Cinema                  | Forrest Gump                                            | Venceu    |        |
| 1995                   | Melhor Elenco em Cinema                          | Apollo 13                                               | Venceu    |        |
| 1998                   | Melhor Elenco em Cinema                          | Saving Private Ryan                                     | Indicado  |        |
| 1998                   | Melhor Ator Principal em Cinema                  | Saving Private Ryan                                     | Indicado  |        |
| 1999                   | Melhor Elenco em Cinema                          | The Green Mile                                          | Indicado  |        |
| 2000                   | Melhor Ator Principal em Cinema                  | Cast Away                                               | Indicado  |        |
| 2013                   | Melhor Ator Principal em Cinema                  | Captain Phillips                                        | Indicado  |        |
| Prêmio Saturno         |                                                  |                                                         |           |        |
| 1988                   | Melhor Ator                                      | Big                                                     | Venceu    |        |
| 1994                   | Melhor Ator                                      | Forrest Gump                                            | Indicado  |        |
| Prêmios Tony           |                                                  |                                                         |           |        |
| 2013                   | Melhor Ator Principal em Teatro                  | Lucky Guy                                               | Indicado  |        |